# Ernst Hildebrand
Ernst Wilhelm Hildebrand (né le 8 mars 1833 à Falkenberg, mort le 17 novembre 1924 à Berlin) est un peintre allemand.

## Biographie
Ernst Hildebrand est le fils aîné de Carl Hildebrand, rentier puis gestionnaire de la gare de Sorau. Il est le frère de l'ingénieur Max Hildebrand (en) et le grand-père du peintre germano-suédois Ernst Georg Hildebrand (Bütow 1906 - Karlsborg 1991) qu'il initia à la peinture.
Il devient l'élève de Carl Steffeck à Berlin, cependant il s'arrête pour un séjour d'un an à Paris. En 1875, il est nommé professeur à l'académie des beaux-arts de Karlsruhe. Sur la recommandation d'Anton von Werner, Ernst Hildebrand est nommé en 1880 pour succéder à Karl Gussow à l'académie des arts de Berlin. Cependant il abandonne l'enseignement à Berlin en 1885 pour des raisons de santé.
Au début, Hildebrand se consacre exclusivement à la peinture décorative, puis se tourne vers la scène de genre, qui traite principalement des figures de Martin Luther et de la reine Louise. Dans les années 1890, il devient portraitiste. Ses peintures sont caractérisées dans ces années selon le goût de l'époque par une coloration efficace, mais glissent en partie dans un art de salon de routine.
Hildebrand travaille aussi pour les milieux de la cour et a peint entre autres le Grand-Duc et la Grande-Duchesse de Bade et le prince héritier allemand Frédéric III et sa famille.
Avec l’avènement de la République de Weimar en 1919, la capitale allemande devient un lieu d’effervescence artistique et de liberté sexuelle sans équivalent en Europe, bien que l’article 175 du Code pénal condamne encore les hommes s’adonnant entre eux à des actes « contre-nature ». Dans ce contexte, Ernst Hildebrand produit des dessins à l’encre et au lavis, où il exprime ses désirs et ses fantasmes homosexuels, la prostitution dans le Berlin des années 1935 teinté de mythologie et d’Antiquité ainsi que l'identité mouvante en  dessinant de jeunes hommes à la poitrine naissante ou plus directement des femmes avec des pénis dans une période où Magnus Hirschfeld fait émerger le terme de transsexualité. A la mort  de l’artiste, en 1991, la famille détruit une grande partie de ses dessins. Des collectionneurs parmi lesquels le réalisateur de films pornographiques gay Jean-Daniel Cadinot rassemblent les œuvres données ou vendues par Hildebrand de son vivant qui a permis une exposition de ces dessins confidentiels  fin 2022. 